# Garcorops jadis
Garcorops jadis ist eine wahrscheinlich ausgestorbene Art der Webspinnen aus der Familie der Selenopidae. Die Art ist bis heute nur durch in Copal eingeschlossene Exemplare bekannt, von denen das erste am Strand von Sambava an der nordöstlichen Küste Madagaskars gefunden wurde. Aufgrund verschiedener morphologischer Eigenschaften wurde die Art in die vier Arten zählende rezente Gattung Garcorops eingeordnet. Ein zweiter Fund, beschrieben als ?Anyphops cortex, wurde dieser Art als Synonym zugeordnet.

## Merkmale
Garcorops jadis hat eine Körperlänge von 6,5 Millimeter, wobei das Prosoma eine Länge von 3,0 Millimeter bei einer Breite von 2,8 Millimeter hat. Das Prosoma und der Hinterleib (Opisthosoma) sind gelb-braun mit einigen dunkleren Flecken und einer Behaarung, die auf dem Prosoma aus weißen und auf dem Hinterleib aus dunklen Haaren mit hellen Spitzen besteht. Die Beine weisen die gleiche Färbung auf wie der Körper und sind durch schwache dunkle Bänder gezeichnet.
Vor allem der Aufbau und die Positionierung der Augen führten zu einer Einordnung der Art Garcorops jadis in die Gattung Garcorops. Verglichen mit den rezenten Arten der Gattung gleicht sie vor allem der auf Madagaskar endemischen Art Garcorops madagascar. Beide Arten haben an den Pedipalpen eine gut ausgeprägte dorsale Scopula auf dem Cymbium mit langem Embolus um das Palpenorgan (Bulbus). Allerdings ist die retrolaterale, also seitlich an der Hinterseite ansitzende, Apophyse der Tibia bei Garcorops jadis spitzer als bei Garcorops madagascar.

## Taxonomie und Systematik
Garcorops jadis ist bislang nur durch ein einziges, in erhärtetem Baumharz (Copal) eingeschlossenes Exemplar, den Holotypus, bekannt. Es handelt sich um ein ausgewachsenes männliches Tier in einem sehr guten Zustand. Der klare Copal aus dem Harz von Hymenaea verrucosa misst 70 × 20 × 12 Millimeter und enthält neben der Spinne zahlreiche Zweiflügler, eine Schabe, eine Milbe und eine weitere, juvenile, Webspinne. Er befindet sich derzeit im Königlichen Museum für Zentral-Afrika in Tervuren in Belgien. 
Garcorops jadis wurde von Jan Bosselaers im März 2004 in der Zeitschrift Zootaxa wissenschaftlich erstbeschrieben. Die Namensgebung jadis wurde von Bosselaers als Referenz zu der weißen Hexe Jadis aus dem Kinderbuch Der König von Narnia des irischen Schriftstellers C. S. Lewis von 1950 ausgewählt. Begründet durch die hervorragende Qualität und Erhaltung des Holotyps, der für ihn wie „eingeschlossen in Eis, eingefroren in der Zeit für immer“ ("enclosed in ice, frozen in time forever") erschien. Im September 2004 veröffentlichte der Paläoarachnologe Jörg Wunderlich eine Beschreibung der Art ?Anyphops cortex, die er systematisch nicht zuordnen konnte.  Nach einem Vergleich der beiden Holotypen von ?Anyphops cortex und Garcorops jadis wurden beide Arten von David Penney, Hirotsugu Ono und Paul A. Selden als der Gattung Garcorops zugehörig erkannt. Da Garcorops jadis vor ?Anyphops cortex beschrieben wurde, wurde letztere als Synonym bezeichnet.

## Status
Auf der Basis des einzigen bekannten, in Harz eingeschlossenen Exemplars der Art ist keine zeitliche Einordnung  und auch keine Aussage über den Status der Art möglich. Es ist möglich, dass es sich um eine rezent noch lebende Art handelt, die jedoch noch nicht entdeckt und beschrieben wurde, möglicherweise handelt es sich jedoch auch um eine bereits ausgestorbene Art.